# Semiothisa depressa
Semiothisa depressa là một loài bướm đêm trong họ Geometridae.